# Coccobius comperei
Coccobius comperei är en stekelart som först beskrevs av Hayat 1971.  Coccobius comperei ingår i släktet Coccobius och familjen växtlussteklar. Inga underarter finns listade i Catalogue of Life.